# Карл-Генріх Шульц (генерал)
Карл-Генріх Шульц (нім. Karl-Heinrich Schulz; 6 травня 1906, Вільгельмсгафен — 28 липня 1986, Діссен-ам-Аммерзее) — німецький офіцер, генерал-майор люфтваффе. Кавалер Лицарського хреста Залізного хреста.

## Біографія
1 квітня 1921 року вступив у ВМФ. Закінчив військово-морське училище в Фленсбурзі-Мюрвіку (1927). З 1928 року служив на лінійному крейсері «Гессен», на посилальному кораблі «Метеор», з 25 вересня 1929 року — у військово-морському училищі в Фрідріхсорті. З 3 червня до 9 серпня 1940 року — командир 126-ї бомбардувальної групи, з 1930 року — на штабній роботі.
1 жовтня 1935 року переведений в люфтваффе і призначений ад'ютантом інспекції резерву ВПС. З 1 квітня 1936 по 1 жовтня 1937 року — начальник 2-х літних курсів при навігаційному училищі в Брандісі. З 9 лютого 1938 року — офіцер Генштабу при генерал-інспекторі люфтваффе, з 1 лютого 1939 року — за командувача бойової підготовки. З 3 червня 1940 року — командир 126-ї бомбардувальної групи. Під час боїв у Франції 2 липня 1940 року був збитий і отримав тяжкі поранення. Після одужання 16 жовтня 1940 року переведений в штаб 4-го повітряного флоту, з 1 жовтня 1942 року — оберквартирмейстер, з 1 березня 1943 року — начальник штабу. 23 квітня 1945 року відкликаний в Берлін і призначений начальником Оперативного штабу Генштабу люфтваффе, ставши фактично заступником начальника Генштабу. 6 травня 1945 року взятий в полон союзниками. 23 грудня 1947 року звільнений.

## Звання
- Фенріх-цур-зее (1 квітня 1926)
- Лейтенант-цур-зее (1 жовтня 1928)
- Оберлейтенант-цур-зее (1 липня 1930)
- Капітан-лейтенант (1 квітня 1935)
- Гауптман (1 жовтня 1935)
- Майор (1 грудня 1938)
- Майор Генштабу (1 червня 1939)
- Оберстлейтенант (1 вересня 1941)
- Оберст (1 серпня 1942)
- Генерал-майор (1 травня 1944)

## Нагороди
- Нагрудний знак пілота
- Медаль «За вислугу років у Вермахті» 4-го і 3-го класу (12 років; 2 жовтня 1936) — отримав 2 медалі одночасно.
- Залізний хрест 2-го і 1-го класу
- Нагрудний знак «За поранення» в чорному
- Німецький хрест в золоті (27 липня 1942)
- Лицарський хрест Залізного хреста (9 червня 1944)